# Pic élégant
Melanerpes chrysogenys
Espèce
Statut de conservation UICN

 LC  : Préoccupation mineure
Répartition géographique
Le Pic élégant (Melanerpes chrysogenys) est une espèce d'oiseaux de la famille des Picidae, endémique du Mexique.

## Description
Il fréquente dans les zones tropicales de basse altitude. On le trouve dans les paysages forestiers, les plantations de cocotiers, les jardins et les zones semi-ouvertes avec des arbres plus hauts et détachés. Il est généralement vu seul ou en paires à mi-hauteur dans les arbres à la recherche de coléoptères, de fourmis et de fruits. Il niche de mai à juillet dans un nid dans un arbre ou un cactus.

## Répartition et sous-espèces
D'après la classification de référence (version 5.2, 2015) du Congrès ornithologique international, cette espèce est constituée des sous-espèces suivantes (ordre phylogénique) :
- Melanerpes chrysogenys chrysogenys (Vigors, 1839)
- Melanerpes chrysogenys flavinuchus (Ridgway, 1911)